# ディビッド・タムソン
ディビッド・タムソン（英語：David Thompson、1835年9月21日 - 1915年10月29日）は、アメリカ長老教会の宣教師である。

## 生涯

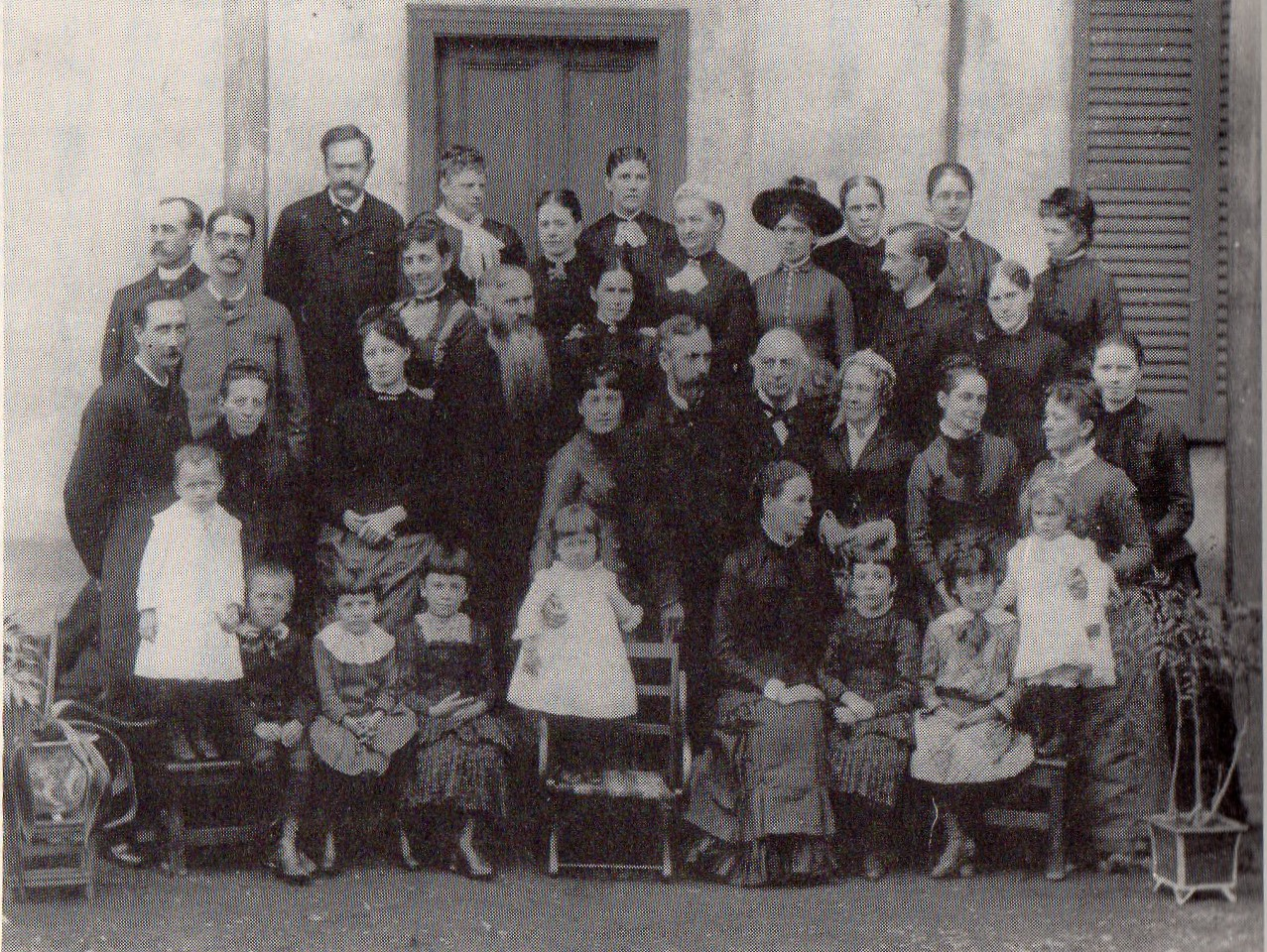
1880年代半ばのアメリカ合衆国長老教会東京ミッションのメンバーの家族の集合写真,タムソンは前列２列目右から6人目

1835年のオハイオ州に生まれる。1855年にハリソン郡ニュー・エイセンズにあるフランクリン大学に進学した。同級生にジョン・A・ビンガムがいる。大学時代は自然科学を勉強したと思われる。1859年に卒業して、ペンシルベニア州アレゲニー長老派のウェスタン神学校（現・ピッツバーグ神学校）に入学した。1862年4月に按手礼を受けて、ウェスタン神学校を卒業した。
卒業後に短期間アレゲニー市の長老教会で牧師をしたが、11月より日本派遣宣教師に任命されて。11月30日にニューヨーク港から単身で、喜望峰経由で日本に向けて出発した。6ヶ月後の1863年5月18日に横浜に到着した。かつてJ・C・ヘボンが住んでいた成仏寺に入居して、日本で生活を始めた。
幕末の攘夷運動が激化したので、バラ一家と共に横浜居留地に移動させられた。タムソンはヘボンの紹介で日本語教師を得て、日本語の学習を始めた。
1864年7月に神奈川奉行所はヘボンの意見を採用して、横浜英学所を開校した。S・R・ブラウン、J・H・バラ、タムソンの3人のアメリカ人宣教師が教師に就任した。タムソンは「算術」を担当した。翌1865年には「地理学」を教えた。この時の生徒に、安藤太郎や大鳥圭介がいた。
タムソンはこの年、日本語教師として小川義綏を迎えたことで日本語力が向上し、小川を助手にして、旧約聖書ヨブ記の原語（ヘブル語）からの和訳を試みた。英学所での授業が充実し始めた頃、11月26日に大火「豚屋火事」によって、横浜英学所の校舎も焼失してしまう。そのため、トムソンはヘボンの施療所に間借りすることになる。
1869年（明治2年）7月に長老派宣教師としてタムソンと同郷のクリストファー・カロザース夫妻が横浜に到着した。タムソンに加賀藩主前田氏からの招聘があったが断り、小川夫妻と共に築地入船に日本家屋を借りて入居した。
1870年（明治3年）にタムソンはヘボンの日本語教師である奥野昌綱の親戚を通じて、紀州藩から訪米事情について講義を頼まれて、小川と一緒に紀州を訪問した。
1871年（明治4年）には、太政官は西日本の13藩に対して欧米諸国視察を促す布告をしていた。タムソンがその視察団の通訳と案内人を依頼されて欧米諸国を訪問した。この視察には片岡健吉が同行していた。1873年（明治6年）に東京基督（キリスト）公会（新栄教会）を設立。
1874年（明治7年）10月にカロザースが設立した築地大学校の教師を経て、1877年（明治10年）に東京一致神学校講師となった。1880年（明治13年）4月にJ.C.バラの築地大学校が開校すると教授を務めた。長谷川武次郎からの依頼により日本の昔話を翻訳し、1885年（明治18年）から「欧文日本昔噺」シリーズとして刊行された。1915年（大正4年）10月29日、東京で死去した。80歳没。